# Cyarda difformis
Cyarda difformis är en insektsart som beskrevs av Walker 1858. Cyarda difformis ingår i släktet Cyarda och familjen Flatidae. Inga underarter finns listade i Catalogue of Life.